# Mucroberotha nigrescens
Mucroberotha nigrescens is een insect uit de familie van de Berothidae, die tot de orde netvleugeligen (Neuroptera) behoort. 
Mucroberotha nigrescens is voor het eerst wetenschappelijk beschreven door Tjeder in 1968.